# S-Bahn ve Vídni
Vídeňská S-Bahn je nejstarším systémem příměstské dopravy v Rakousku. Jejím provozovatelem je rakouský železniční dopravce ÖBB (Österreichische Bundesbahnen) a celá síť je integrována do tarifu VOR (Verkehrsverbund Ost-Region).

## Historie
Vznik vídeňské S-Bahn lze spojit už s koncem 19. století, když začala být tehdejší vídeňská předměstí postupně propojována s centrem města tehdy novým dopravním prostředkem - železnicí. Na rozdíl od státních drah tehdejší monarchie se jednalo o dráhu lokálního významu neboli městskou dráhu (německy Stadtbahn, S-Bahn). Původní parní trakci nahradil později elektrický pohon.
Když začalo být roku 1976 budováno vídeňské metro, některé linky vídeňské městské dráhy byly přestavěny pro účely metra (typicky např. současné linky metra U4 a U6). Jiné linky dodnes spravují Rakouské spolkové dráhy (ÖBB), jako například nejvytíženější trať celého systému Stammstrecke, která spojuje stanice Wien Floridsdorf, Wien Hauptbahnhof a Wien Meidling.
V letech 1962 – 2005 se systém oficiálně nazýval Schnellbahn, od změny jízdního řádu v prosinci 2005 se v jízdních řádech i nádražních hlášeních používá označení S-Bahn.

## Současnost
V současnosti je pojem vídeňské S-Bahn chápan jako prostředek rychlého propojení sídel vídeňské aglomerace a všech 10 linek je provozováno v rámci systému vídeňské integrované dopravy (Verkehrsverbund Ost-Region). Na železničních tratích, které procházejí v blízkostí centra Vídně, jsou díky tomu souběžně vedeny vlaky S-Bahn, regionální vlaky (R, Regionalzug) i regionální expresy (REX, Regionalexpress). Výjimku z tohoto uspořádání tvoří trať městské linky S45 procházející severozápadním okrajem města, která spojuje stanice Wien Hütteldorf a Wien Handelskei, neboť na této lince jezdí pouze vlaky S-Bahn.
Vlaky S-Bahn jsou vedeny převážně elektrickými jednotkami a pohybují se pouze v rámci vídeňské aglomerace. Naproti tomu regionální vlaky a regionální expresy oblast vídeňské aglomerace typicky přesahují, jsou obvykle složeny z lokomotivy a několika osobních vozů 2., popř. i 1. třídy a jejich ekvivalentem u nás je kategorie osobní či spěšný vlak. Některé z těchto vlaků dokonce překračují hranice států a zajíždějí např. do Bratislavy, Břeclavi nebo Znojma.

## Linkové vedení
Linky projíždějící přes centrum města (po trati Stammstrecke) jsou označeny písmenem S a jednociferným číslem, ostatní linky mají ve svém označení S a dvouciferné číslo. 
Intervaly mezi spoji se pohybují v závislosti konkrétní lince, času a dnu v týdnu od 10 do 120 minut. Na některých úsecích dochází k prokladu více linek, například trať Stammstrecke mezi stanicemi Floridsdorf a Rennweg využívá pět linek S-Bahn i vlaky R a REX, což v ranní dopravní špičce umožňuje cestujícím nabídnout interval 3 minuty. 
Stammstrecke je od roku 2017 v dopravních schématech zvýrazněna růžovou barvou, městská linka S45 získala ve stejném roce světlezelené označení.
| Linka | Označení | Trasa | Interval   | Poznámka                                          |
| ----- | -------- | --- | ---------- | ------------------------------------------------- |
| S1    |          | Wien Meidling – Wien Rennweg – Wien Floridsdorf – Gäserndorf – Marchegg                                    | 30-60 min  | Na Stammstrecke se také používá souhrnné označení |
| S2    |          | Mödling – Wien Meidling – Wien Rennweg – Wien Floridsdorf – Wolkersdorf – Mistelbach – Laa an der Thaya    | 30-60 min  | Na Stammstrecke se také používá souhrnné označení |
| S3    |          | Wiener Neustadt Hbf – Mödling – Wien Meidling – Wien Rennweg – Wien Floridsdorf – Stockerau – Hollabrunn   | 30-60 min  | Na Stammstrecke se také používá souhrnné označení |
| S4    |          | Wiener Neustadt Hbf – Mödling – Wien Meidling – Wien Rennweg – Wien Floridsdorf – Stockerau – Tullnerfeld  | 30-120 min | Na Stammstrecke se také používá souhrnné označení |
| S7    |          | Wolfsthal – Flughafen Wien – Wien Rennweg – Wien Floridsdorf – Wolkersdorf – Mistelbach – Laa an der Thaya | 30-120 min | Na Stammstrecke se také používá souhrnné označení |
| S40   |          | Wien Franz-Josefs-Bahnhof – Kritzendorf – Tulln – Tullnerfeld – St. Pölten Hbf                             | 15-120 min |                                                   |
| S45   |          | Wien Handelskai – Wien Hütteldorf                                                                          | 10-30 min  | Městská linka                                     |
| S50   |          | Wien Westbahnhof – Unter Purkersdorf – Eichgraben-Altlengbach                                              | 30-60 min  |                                                   |
| S60   |          | Bruck an der Leitha – Wien Hauptbahnhof – Ebenfurth – Wiener Neustadt Hbf                                  | 30-120 min |                                                   |
| S80   |          | Wien Aspern Nord – Wien Hauptbahnhof – Wien Hütteldorf                                                     | 30 min     | Městská linka                                     |

## Galerie

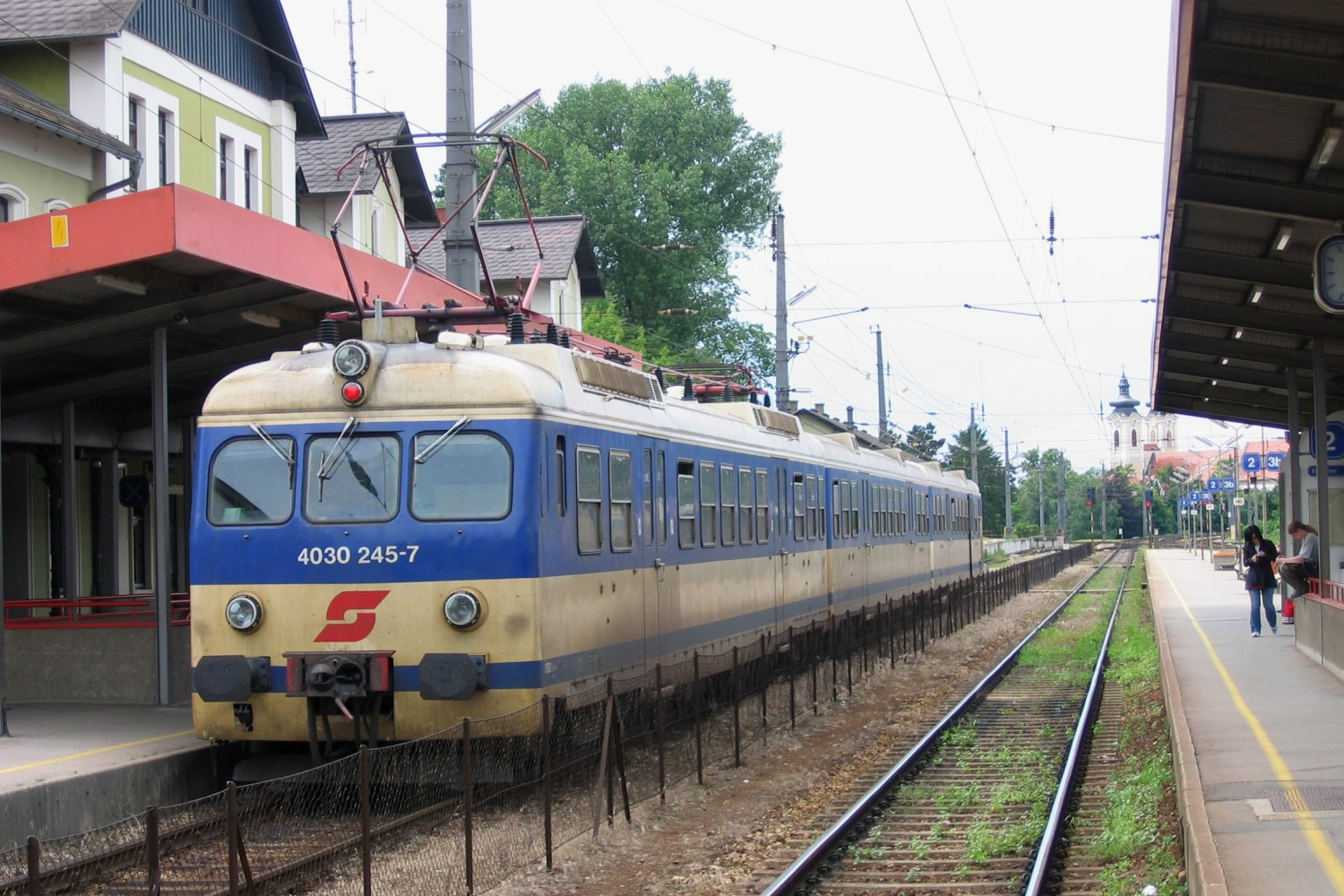
Jednotky řady 4030 byly provozovány do roku 2004
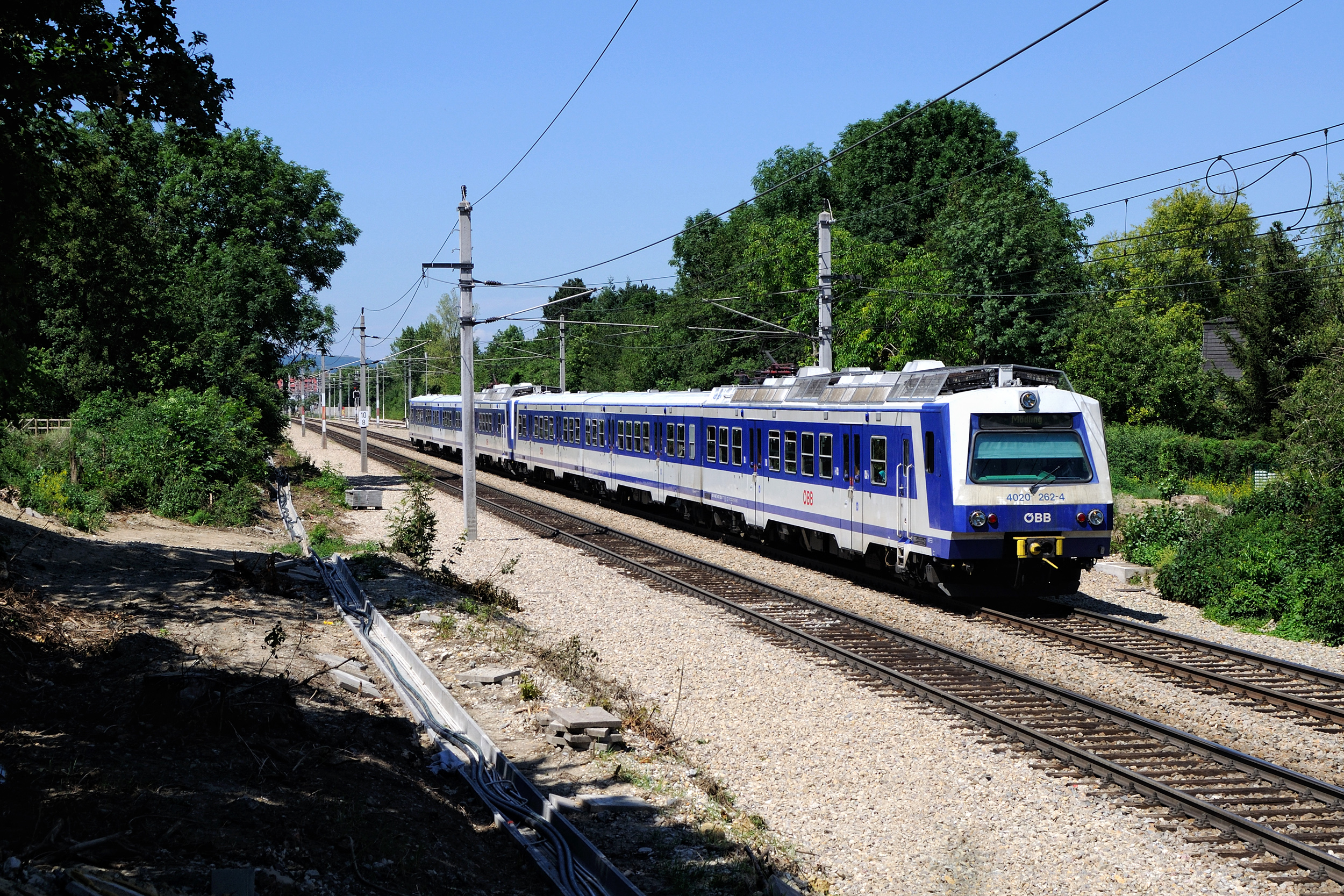
Dvě jednotky řady 4020 u stanice Perchtoldsdorf
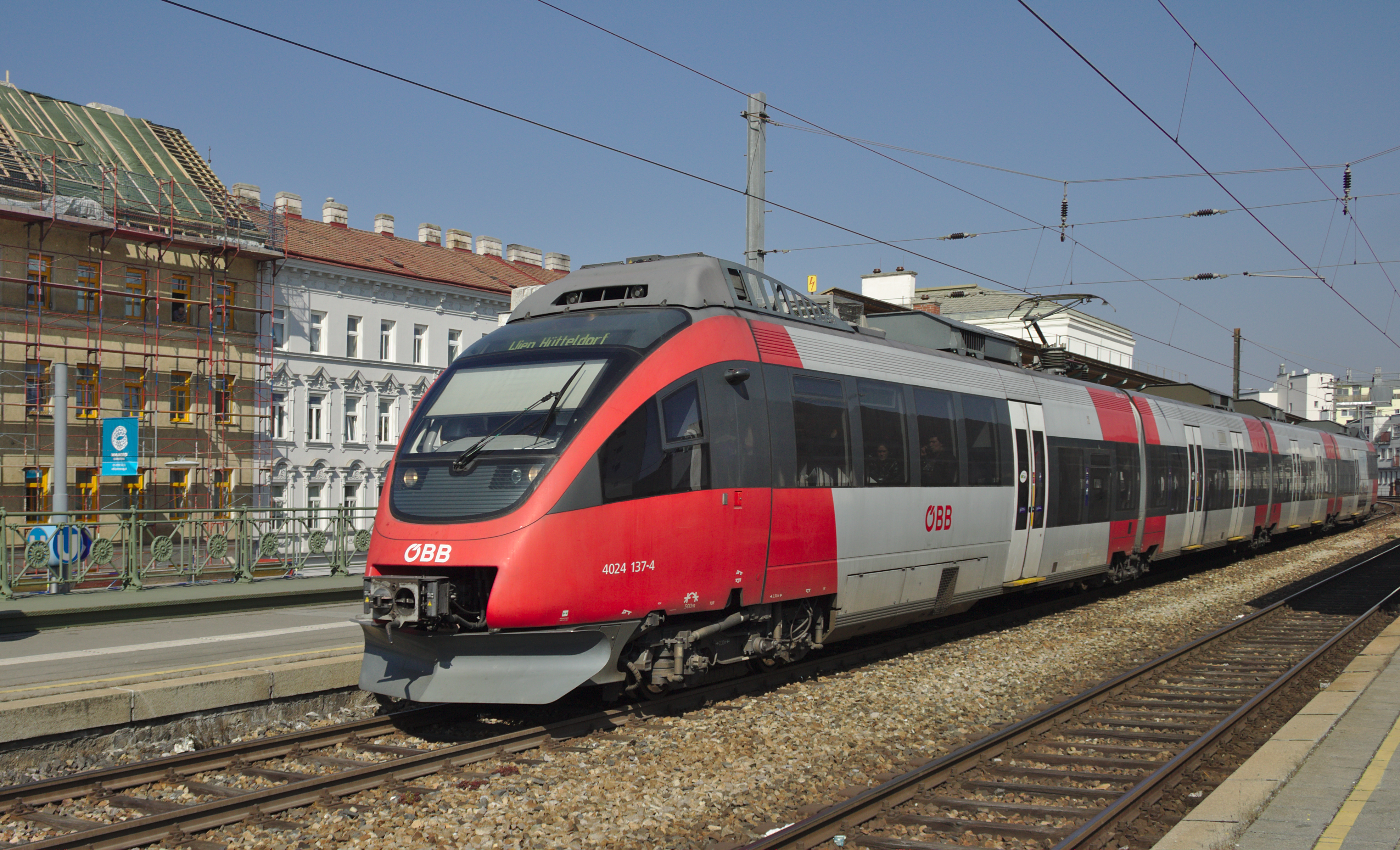
Jednotka řady 4024 (Bombardier Talent) v Ottakringu
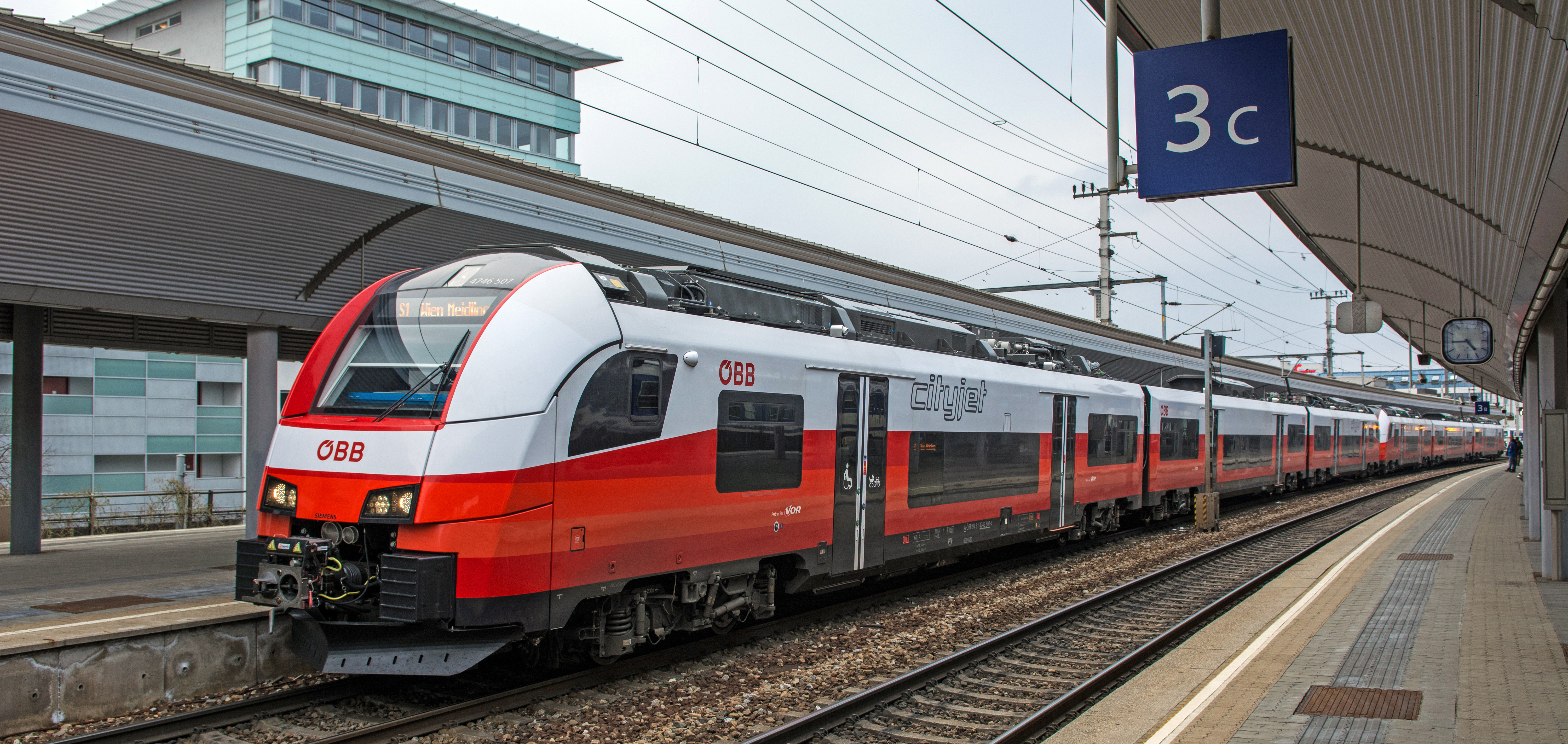
Nejnovější jednotky řady 4746 (Siemens Desiro ML)
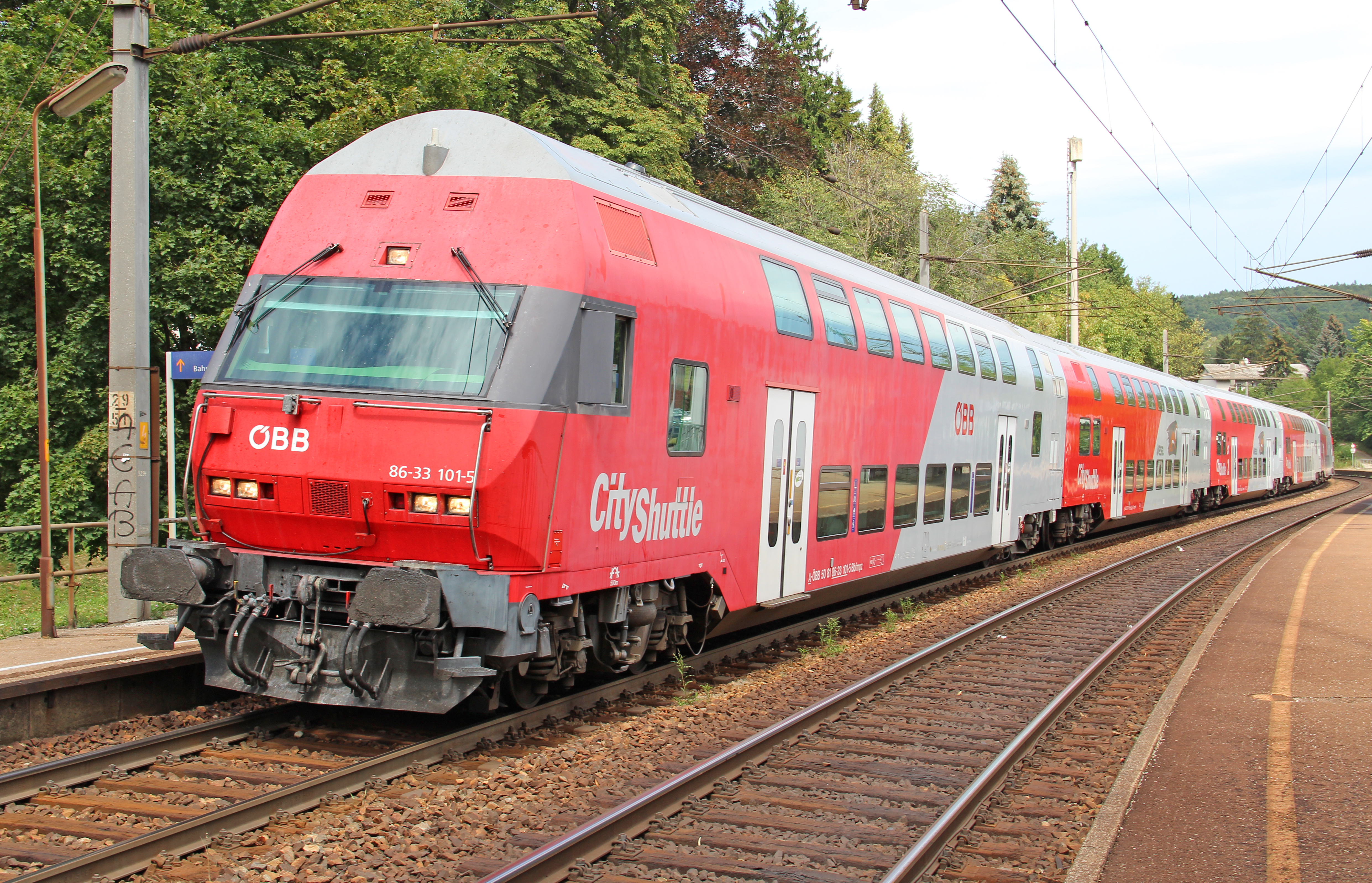
Typická souprava vlaků kategorie R a REX
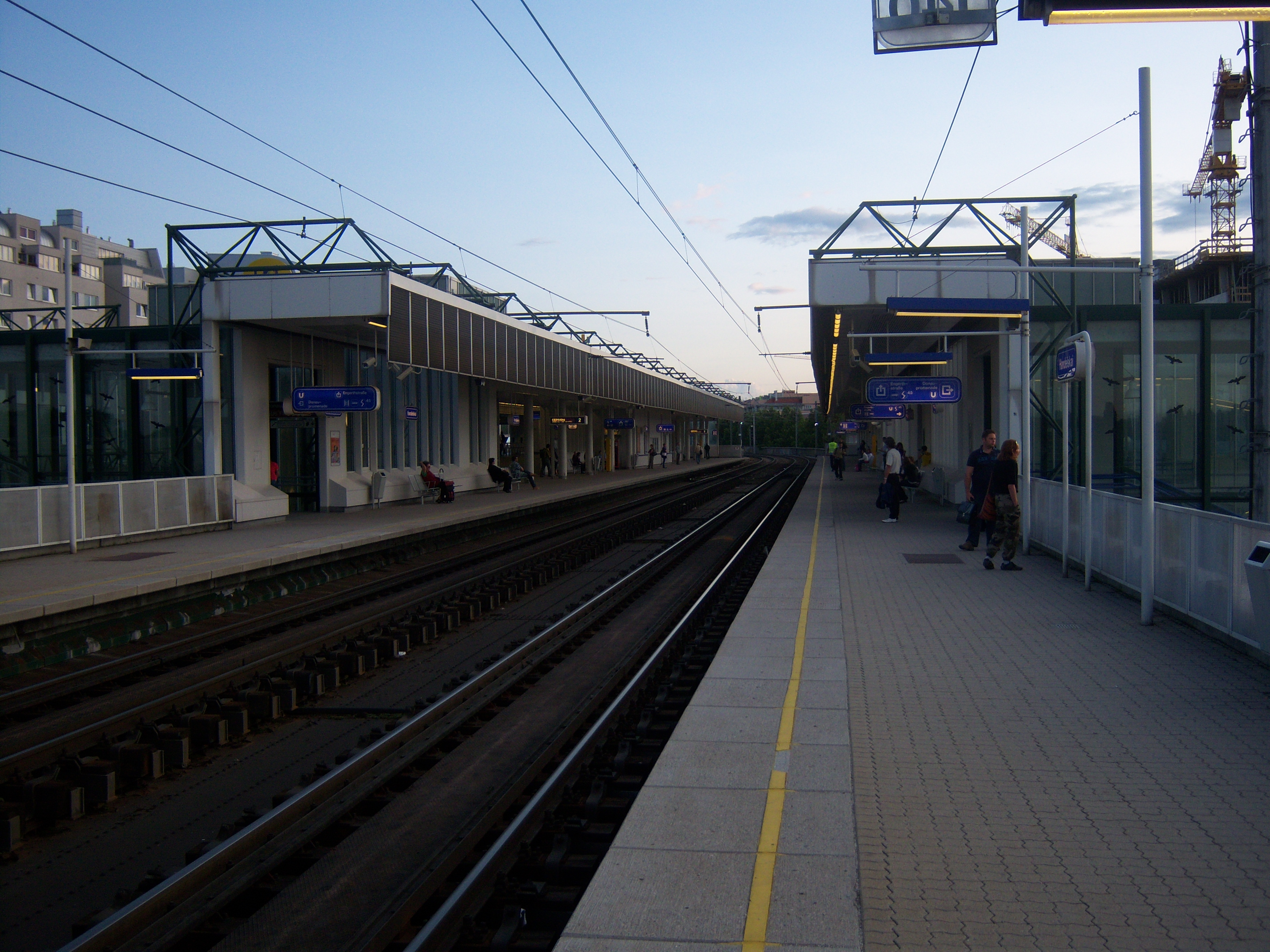
Konečná stanice linky S45 Wien Handelskai
Původní logo vídeňské S-Bahn